# No Mercy (2017)
Cet article concerne l'édition 2017 du pay-per-view No Mercy. Pour toutes les autres éditions, voir WWE No Mercy.
Pour les articles homonymes, voir No Mercy.
L’édition 2017 de No Mercy est une manifestation de catch (lutte professionnelle) télédiffusée et visible uniquement en paiement à la séance. L'événement, produit par la World Wrestling Entertainment (WWE), a eu lieu le 24 septembre 2017 dans la salle omnisports Staples Center à Los Angeles, dans l'état de Californie. Il s'agit de la treizième édition de No Mercy. Le champion Universel Brock Lesnar et Braun Strowman sont les vedettes de l'affiche officielle.
Sept matchs, dont cinq mettant en jeu les titres de la division Raw, ont été programmés. Chacun d'entre eux est déterminé par des storylines rédigées par les scénaristes de la WWE ; soit par des rivalités survenues avant le pay-per-view, soit par des matchs de qualification en cas de rencontre pour un championnat. L'événement a mis en vedette les catcheurs de la division Raw.
Le main event de la soirée est un match simple pour le Universal Championship. Le champion, Brock Lesnar, bat Braun Strowman et conserve son titre. Le match pour le Intercontinental Championship voit le champion The Miz conserver son titre face à Jason Jordan. La rencontre pour le Raw Women's Championship voit la championne Alexa Bliss battre Sasha Banks, Nia Jax, Emma et Bayley dans un match à cinq. Enfin, John Cena et Roman Reigns, les deux visages de la WWE, s'affrontent pour la première fois dans un pay-per-view. Reigns remporte le match en une vingtaine de minutes.
Plus de 16 000 personnes étaient présents sur place pour assister au spectacle.

## Contexte
Les spectacles de la World Wrestling Entertainment (WWE) sont constitués de matchs aux résultats prédéterminés par les scénaristes de la WWE. Ces rencontres sont justifiées par des storylines – une rivalité avec un catcheur, la plupart du temps – ou par des qualifications survenues dans les shows de la WWE telles que RAW, SmackDown, Main Event, NXT, 205 Live. Tous les catcheurs possèdent un gimmick, c'est-à-dire qu'ils incarnent un personnage gentil (face) ou méchant (heel), qui évolue au fil des rencontres. Un événement comme No Mercy est donc un événement tournant pour les différentes storylines en cours,.

### Braun Strowman contre Brock Lesnar

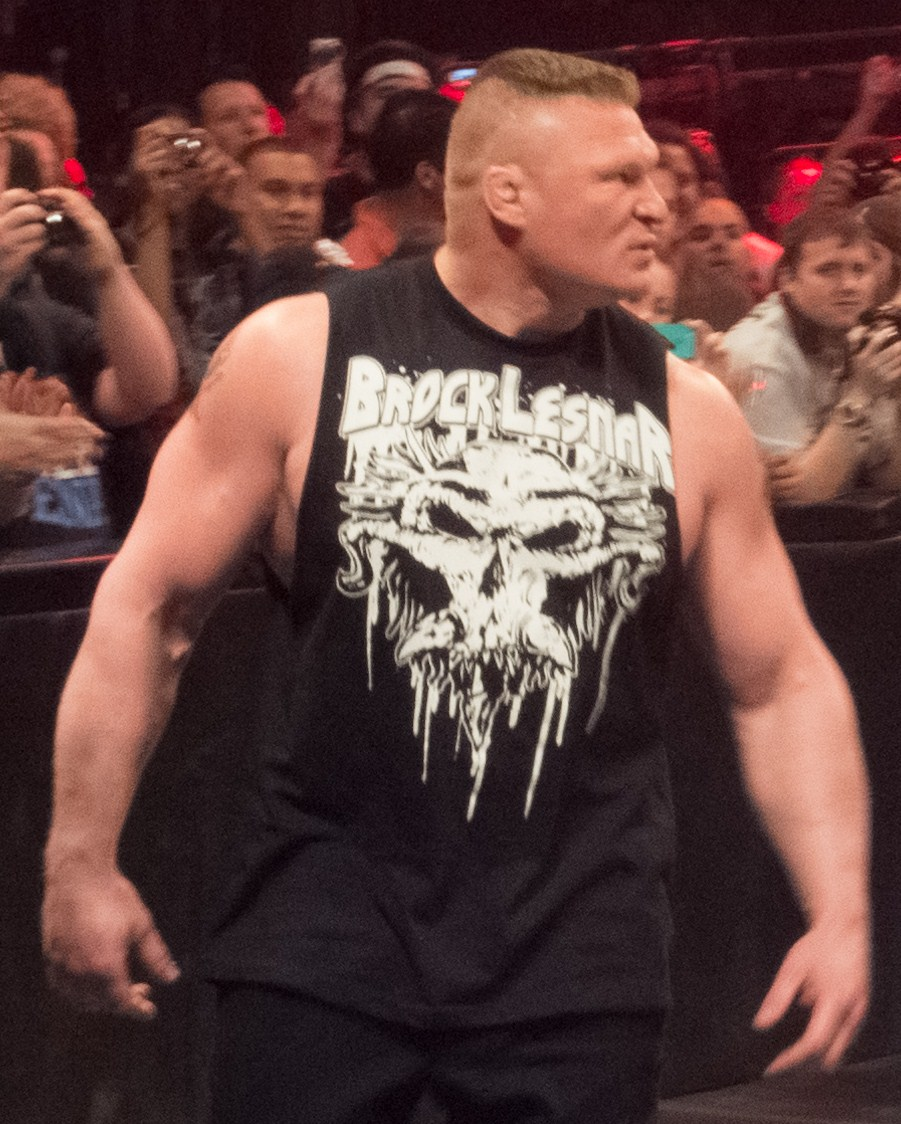
Brock Lesnar affronte Braun Strowman pour le championnat Universel.

Le 21 août à Raw, juste après SummerSlam, Paul Heyman revient sur le match qui s'est déroulé lors du soir de SummerSlam et raconte que pour la première fois de sa vie, Brock Lesnar a été évacué en civière d’un de ses matchs, en pointant du doigt principalement Braun Strowman comme responsable. Malgré tout cela, il réussit à conserver son titre. Braun Strowman fait son entrée pour se confronter au champion Universel. Pendant plusieurs secondes, les deux hommes se font face et en vienne rapidement aux mains.
La semaine suivante, Paul Heyman et Brock Lesnar arrivent sur le ring. Paul Heyman n’a une nouvelle fois que du bien à dire de Braun Strowman qu’il considère comme l’adversaire le plus intéressant de Brock Lesnar pour le championnat Universal. Heyman rappelle ensuite les prouesses de Strowman face à Lesnar. Il dit aux enfants qui croient aux monstre que lui n’y croit pas, mais qu’il croit que Braun Strowman en est un. Ce qu’a fait Braun Strowman la semaine dernière était normal explique Heyman, parce que Brock Lesnar n’allait pas éviter Strowman, Lesnar veut Strowman et c’est pour ça qu’ils s’affronteront à No Mercy. Pour terminer, Brock Lesnar s’empare du micro de Paul Heyman et dit simplement « Ce qu’il essaye de dire c’est… Suplex City B*tch » avant de partir.
Le 4 septembre, Braun Strowman affronte Big Show dans un match en cage. Braun Strowman remporte le match avec son Oklahoma Stampede précédé d’une SuperPlex depuis le poteau du ring. Strowman prend ensuite le micro, montre Big Show du doigt et explique que ceci est le futur de Brock Lesnar. Il dit au Big Show « il est temps d’aller à la pâture vieil homme », avant de lui porter un Powerslam qui le fait passer à travers la cage.
Le 11 septembre, Heyman explique entre autres qu’il est l’adversaire de Lesnar le plus crédible et qu’il lui rappelle Brock Lesnar, en 2002, quand il est arrivé à la WWE pour se confronter au Rock, Ric Flair ou Rob Van Dam. Heyman a ensuite dérivé sur une petite comparaison avec le MMA, quand on disait aux adversaire de Brock Lesnar « combattant, êtes vous prêt ? » afin de défier Braun Strowman de venir se battre sur le ring maintenant. Braun Strowman arrive et se jette immédiatement sur Brock Lesnar. Strowman résiste même à une Suplex de Lesnar sous les yeux médusé de ce dernier et de Paul Heyman. Dans le même soir, John Cena affronte Braun Strowman. John Cena a remporté le match par disqualification parce que Braun Strowman a utilisé les marches en acier du ring pour se battre contre John Cena et lui porter un Powerslam dessus,.
Lors du dernier Raw avant No Mercy, Michael Cole interview Braun Strowman et Brock Lesnar. Cole explique que Lesnar est l’underdog de ce match, en réponse, Paul Heyman répond que la dernière fois que Lesnar était l’underdog c’était face à l’Undertaker en 2014 et on sait tous ce qui s’est passé. De son côté Braun Strowman promet de détruire Brock Lesnar. Paul Heyman continue de louanger Braun Strowman en disant qu’il est un bon aspirant, Braun Strowman l’interrompt et promet qu’il va faire bien plus que de survivre aux souplesses de Lesnar ce dimanche. Heyman s’énerve et s’emporte à la suite des questions que pose Cole. Lesnar l’interrompt et s’adresse directement à Strowman en le remerciant de l’avoir défié, car c’est dans ces moments là qu’il est à son meilleur. « On se voit dimanche », dit-il avant de terminer sur un « Suplex City B*tch ».

### John Cena contre Roman Reigns

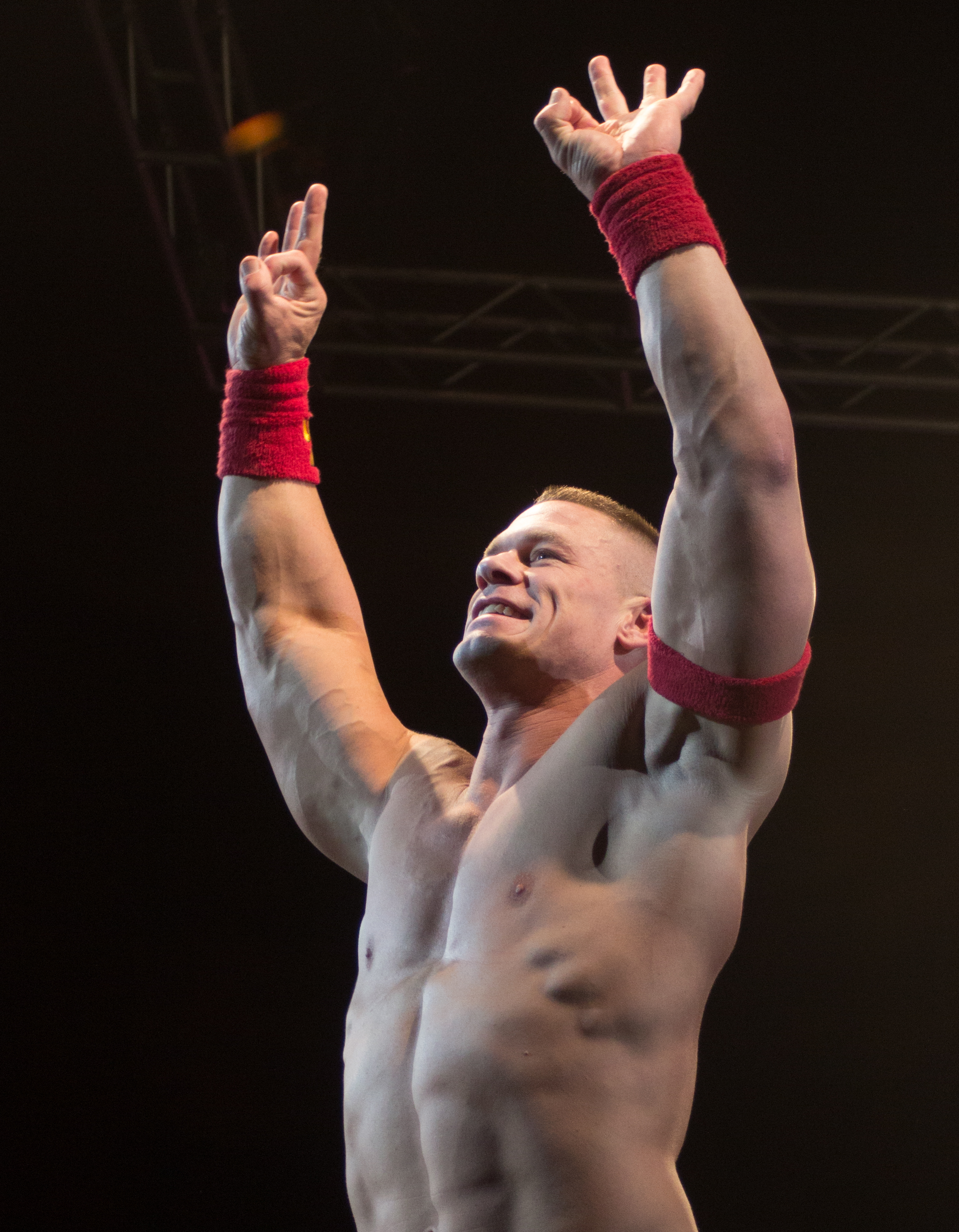
Le visage de la WWE, John Cena, affronte Roman Reigns.

Après l'annonce de Kurt Angle de l’arrivée d’une « Superstar célébrée » ce soir, John Cena fait valoir sa clause de « free agent ». Il est là pour une « certaine Superstar », dit-il lui-même. Il s’agit de Roman Reigns, qui fait son entrée. John Cena explique qu’il n’était pas venu pour parler et retire son t-shirt pour une petite confrontation physique. Mais The Miz interrompt les deux catcheurs qui étaient prêts à se battre. Celui-ci commence à plaidoyer sa cause devant les deux grandes stars qui ont trop d’exposition alors que lui demande le respect et la place qu’il demande depuis douze ans. Miz s’attaque au public qui selon lui ne sait pas ce qu’il veut. Il continue sur sa lancée en demandant quand il aura le droit à son moment. John Cena lui répond que s’il veut son moment, il peut l’avoir ce soir. Il lui suffit de choisir un membre du Miztourage pour un match par équipe dans lequel John Cena s’associera à son nouveau partenaire, Roman Reigns. Samoa Joe décide à son tour d’entrer. Il en veut à John Cena et explique que si quelqu’un doit être le partenaire de The Miz, ce sera lui, que Miz soit d’accord ou non. Il veut s’attaquer aux deux catcheurs parce qu’il en a marre d’entendre Roman Reigns dire que Raw est son jardin, et, quand il veut s’adresser à John Cena, il s’attaque à lui. Une bagarre éclate sur le ring, les face font le ménage sur le ring. Cena et Reigns vont avoir un peu de mal à travailler ensemble. Roman Reigns va malencontreusement envoyer un Superman Punch à John Cena alors qu’il visait Samoa Joe. Samoa Joe va attaquer John Cena. Bo Dallas va aussi intervenir dans le match pour porter un coup de la corde à linge, mais Reigns va sortir du ring Bo Dallas et Curtis Axel à coups de Superman Punchs. À la fin du match, The Miz tentera de porter son Skull Crushing Finale mais John Cena va le contrer et faire un Attitude Adjustment pour remporter le match.
Le 28 août, le général manager Kurt Angle accueille John Cena et Roman Reigns pour la signature du contrat pour leur match à No Mercy. John Cena assez classique, blaguant sans arrêt et se moquant de quelques hésitations de Roman Reigns. Roman Reigns reproche la présence actuelle de John Cena à la WWE, continuant d’enterrer de jeunes Superstars, à coup de « fake a*s bi*ch » ou de « John Cena s*cks ». John Cena lui répondra entre autres qu’il est là non seulement parce que Roman Reigns n’est pas capable de faire son job, mais aussi parce qu’il aide des « jeunes talents » comme AJ Styles ou Kevin Owens à réussir à la WWE. Roman Reigns finit par signer le contrat du match et retourne la table. Luke Gallows et Karl Anderson débarquent pour provoquer John Cena et Roman Reigns. Kurt Angle propose à nouveau un match par équipe avec Cena et Reigns ensemble. John Cena et Roman Reigns remporteront le match avec un Superman Punch de ce dernier, John Cena applaudit,.
Le 4 septembre, Cena affronte Jason Jordan. Jordan va avoir quelques petits moments à lui dans le matchs mais c’est John Cena qui repart avec la victoire sur un Attitude Adjustment, avant d’aider Jason Jordan à se relever et le féliciter pour son match. Roman Reigns arrive après le match pour une nouvelle confrontation avec John Cena. Le point principal de la confrontation, c’est que les deux hommes ne se respectent pas. Roman Reigns ne respecte pas John Cena parce qu’il ne fait que parler, et John Cena ne respecte pas Roman Reigns parce que tout lui a été servi sur un plateau. On peut pas faire plus simple comme storyline,.
La semaine suivante, c'est au tour de Roman Reigns d’affronter Jason Jordan. Roman Reigns devait faire mieux que John Cena, qui avait mis une vingtaine de minutes pour battre Jason Jordan. Roman Reigns a bien battu Jason Jordan mais il a mis presque autant de temps. John Cena avait évidemment envie de rejoindre Roman Reigns pour se moquer de la non-prouesse de ce dernier face à Jason Jordan. Roman Reigns va lui répondre en disant qu’il a eu plus de bons match en deux ans que pendant tout la carrière de John Cena. John Cena va enchaîner avec plein de tacles plus ou moins intéressant comme « tu es un one-man human centiped », qu’il s’enterrait lui-même au micro, qu’il ferait mieux d’arrêter de croire qu’il a déjà tout réussi et qu’il allait lui apprendre ce qu’est une vraie défaite. John Cena se place encore en maître, disant apprendre des choses à Roman Reigns chaque semaine mais que ce dernier échoue à chaque fois. Il en profite aussi pour tirer à balles réelles en parlant de sa suspension de l’année passée. Quand John Cena est sur le point de partir, Roman Reigns lui demande de rester et réalise que la situation est étrangement différente d’avec les autres catcheurs : habituellement c’est ses adversaires qui viennent chercher John Cena, mais que cette fois c’est John Cena qui est venu à Raw chercher Roman Reigns. Ce dernier insinuent que John Cena est venue parce qu’il s’est senti remplacer, parce que désormais c’est Roman Reigns qui fait vendre le plus de tickets et de merchandising. Reigns termine en disant que John Cena ne peut pas se passer de la WWE parce que sa carrière à Hollywood ne prend pas, mais que s’il a besoin d’aide, il « connait un gars ». Plus tard, Cena bat Braun Strowman par disqualification,,.
Lors du dernier Raw avant No Mercy, Roman Reigns débarque sur le ring pour parler de John Cena. Il ressort du placard à archives une promo de 2012 de John Cena à propos de The Rock, avant leur match à WrestleMania XXVIII dans laquelle Cena blâmait The Rock de n’être qu’un part timer alors qu’il avait promis qu’il revenait à la WWE et qu’il ne partirait jamais, exactement ce que reproche aujourd’hui Roman Reigns à John Cena. Reigns explique qu’il ferait bien venir John Cena pour lui répondre, mais que malheureusement il n’est pas là ce soir. Reigns dit que tout ce qu’à dit John Cena à propos de sa propre personne en 2012 n’était que des mensonges et c’est pourquoi, à No Mercy, il va se passer la même chose qu’à WrestleMania XXVIII, sauf que cette fois John Cena va perdre contre Roman Reigns. Ce dernier termine la promo avec un « See you sunday, movie star! », à la manière de John Cena à The Rock en 2012.

## Matchs
| #                                                                                                  | Match                                                        | Stipulation(s)                                     | Temps |
| -------------------------------------------------------------------------------------------------- | ------------------------------------------------------------ | -------------------------------------------------- | ----- |
| 1P                                                                                                 | Elias bat Apollo Crews (avec Titus O'Neil)                   | Match simple                                       | 8:35  |
| 2                                                                                                  | The Miz (c) (avec Bo Dallas et Curtis Axel) bat Jason Jordan | Match simple pour le Intercontinental Championship | 10:15 |
| 3                                                                                                  | Finn Bálor bat Bray Wyatt                                    | Match simple                                       | 11:35 |
| 4                                                                                                  | Dean Ambrose et Seth Rollins (c) battent Cesaro et Sheamus   | Tag Team match pour le RAW Tag Team Championship   | 15:55 |
| 5                                                                                                  | Alexa Bliss (c) bat Sasha Banks, Bayley, Nia Jax, Emma       | Fatal 5-Way match pour le RAW Women's Championship | 9:40  |
| 6                                                                                                  | Roman Reigns bat John Cena                                   | Match simple                                       | 22:05 |
| 7                                                                                                  | Enzo Amore bat Neville (c)                                   | Match simple pour le Cruiserweight Championship    | 10:40 |
| 8                                                                                                  | Brock Lesnar (c) (avec Paul Heyman) bat Braun Strowman       | Match simple pour le Universal Championship        | 9:00  |
| (c) - désigne le(s) champion(s) défendant son titre dans le match. P- désigne un match du pré-show |                                                              |                                                    |       |